# (31933) Tanyizhao
2000 GY85 (asteroide 31933) é um asteroide da cintura principal. Possui uma excentricidade de 0.16094000 e uma inclinação de 6.31421º.
Este asteroide foi descoberto no dia 4 de abril de 2000 por LINEAR em Socorro.